# Osoje (Prijepolje)
Osoje (Servisch cyrillisch Осоје) is een plaats in de Servische gemeente Prijepolje. De plaats telt 526 inwoners (2002).